# Alwaid
Alwaid ist der Eigenname des Sternes β Draconis (Beta Draconis). Alwaid gehört der Spektralklasse G2 an und besitzt eine scheinbare Helligkeit von +2,9 mag.
Alwaid ist 360 Lichtjahre entfernt. Andere Bezeichnungen: Asuia, Rastaban (aus arabisch رأس الثعبان, DMG raʾs aṯ-ṯuʿbān ‚Kopf der Schlange‘).